# Highland (motorfiets)
Highland is klein een Zweeds motorfietsmerk.
Het merk Highland werd in 1997 opgericht door voormalige Husqvarna-werknemers. Het was eigenlijk een noodgreep van Folan-constructeur Lars Larsson, die met enkele anderen had geprobeerd een nieuw Amerikaans merk - MCM - op de markt te brengen. Dit mislukte en het prototype werd onder de naam Highland uitgebracht.
Het bedrijf ging echter in 1998 failliet, maar na drie maanden kocht speedwaycoureur Mats Malmberg de inboedel op en het merk maakte een doorstart. In 1999 werden de in eerder gepresenteerde modellen alsnog op de markt gebracht. Deze zijn voorzien van een 950 cc Folan-blok.
In 2005 ging het bedrijf een samenwerkingsverband aan met het Chinese Great Northern Enterprise, waardoor het mogelijk werd enkele nieuwe modellen te produceren. 